# Level Up (canção)
"Level Up" é uma canção da cantora norte-americana Ciara escrita para o seu sétimo álbum Beauty Marks. Lançada como primeiro single do álbum em 18 de julho de 2018, sendo seu primeiro lançamento depois de assinar um novo contrato de gravação com a Warner Bros Records em janeiro de 2017. Contém amostras do Remix Jersey de "We Are Young" usado em  “Fuck It Up Challengede" de DJ Telly Tellz
e foi escrita por Ciara, J. R. Rotem, Theron Thomas, Telly Brown Jr, Theron Feemster e produzida por J. R. Rotem e Nas Luke.

## Composição
"Level Up" é um registro de empoderamento feminino. A música contém amostras do Remix Jersey de "We Are Young" usado em  “Fuck It Up Challengede" de DJ Telly Tellz. O título da canção faz referência direta ao polêmico tweet do casamento de Ciara #LevelUp  Mais tarde, ela esclareceu a mensagem, explicando que queria capacitar as mulheres ao sentir seu "momento mais baixo" como mãe solteira antes de aprender a amar a si mesma.  Alguns críticos também acreditam que trechos da música foram destinados a seu ex-noivo o rapper americano, Future.

## Videoclipe
O videoclipe de "Level Up" estreou através do marido de Ciara, Russell Wilson, no aplicativo Trace Me em 18 de julho de 2018. O vídeo apresenta os dançarinos neozelandeses da ReQuest Dance Crew, foi dirigido e coreografado pelo neozelandêsa Parris Goebel que também aparece como dançarina.

## Apresentação ao Vivo
Level Up foi apresentada pela primeira vez juntamente com Dose na 46ª edição do American Music Awards em 9 de outubro de 2018, depois no "Monday Night Football”, evento esportivo da NFL em 10 de Outubro de 2018 e fez parte da abertura da turnê 24K Magic World Tour de Bruno Mars.

## Faixas e formatos
| Download Digital |            |         |  |
| N.º              | Título     | Duração |  |
| 1.               | "Level Up" | 3:24    |  |

| Download Digital - Remix |                                                       |         |  |
| N.º                      | Título                                                | Duração |  |
| 1.                       | "Level Up (Remix)" (com Missy Elliott & Fatman Scoop) | 3:49    |  |

## Desempenho nas tabelas musicais

### Posições
| Tabela musical (2018)                                  | Melhor posição |
| ------------------------------------------------------ | -------------- |
| Estados Unidos (Billboard Hot 100)                     | 59             |
| Estados Unidos (Top R&B/Hip-Hop Songs)                 | 23             |
| França (Syndicat National de l'Édition Phonographique) | 115            |
| Nova Zelândia (Recorded Music NZ)                      | 7              |

## Histórico de lançamento
| País  | Data                | Versão          | Formato          | Gravadora                 |
| ----- | ------------------- | --------------- | ---------------- | ------------------------- |
| Mundo | 18 de Julho de 2018 | Versão Original | Download digital | Warner Bros, Beauty Marks |
| Mundo | 18 de Julho de 2018 | Versão Original | Streaming        | Warner Bros, Beauty Marks |
| Mundo | 27 de Julho de 2018 | Remix           | Download digital | Warner Bros, Beauty Marks |
| Mundo | 27 de Julho de 2018 | Remix           | Streaming        | Warner Bros, Beauty Marks |

## Certificações
| Região         | Certificação |
| -------------- | ------------ |
| Estados Unidos | Platina      |